# Jean-Étienne Giron
Pour les articles homonymes, voir Giron.
Jean-Étienne Giron, né le 7 avril 1796 à Outre-Furan et mort le 10 novembre 1864 à Saint-Étienne, est un industriel et négociant de rubans du département de la Loire du XIXe siècle.

## Biographie
Jean-Étienne Giron est issu d'une famille paysanne de Saint-Jean-Bonnefonds, il est le fils d'Étienne Giron, cultivateur et de Jeanne Javelle. Avec sa femme Marie Antoinette Gillier, il fonde en 1820 une première fabrique de rubans à Saint-Étienne, après avoir commencé comme passementier. Il la dirige seul jusqu'en 1851. Ensuite, après avoir cédé l'entreprise à ses fils Antoine (qui meurt en 1871) et Marcellin, ceux-ci créent la Société Giron Frères pour la fabrication de ruban velours et de galons. Marcellin fut longtemps vice-président de la chambre de commerce de Saint-Étienne.

## Sources